# Albert Vallci
Albert Vallci, né le 2 juillet 1995 à Voitsberg, est un footballeur autrichien qui évolue au poste de défenseur central au FC Saint-Gall.

## Biographie
Vallci naît à Voitsberg, en Autriche, d'un père albanais du Kosovo (Mitrovica) et d'une mère roumaine,.

### Carrière

#### En club
Après plusieurs saisons en deuxième division autrichienne et une montée en Bundesliga avec le FC Wacker Innsbruck, Vallci rejoint l'équipe du Red Bull Salzbourg le 18 janvier 2019, pour un contrat de trois ans. Le 21 février 2019, il fait ses débuts avec le RB Salzbourg en huitièmes de finale de l'Europa League 2018-2019, contre les Belges du Club Brugge. Il entre en jeu à la 77e minute, à la place de Marin Pongračić blessé.

#### En sélection
Le 28 mai 2019, Vallci est convoqué en équipe d'Autriche pour les matches de qualification à l'Euro 2020 contre la Slovénie et la Macédoine du Nord, sans toutefois sortir du banc.

## Palmarès
| Red Bull Salzbourg - Championnat d'Autriche - Champion en 2018-19 et 2019-20 - Coupe d'Autriche - Vainqueur en 2019 (en) et 2020 (en) |